# Yến hàng
Yến hàng (tên khoa học: Aerodramus fuciphagus) là một loài chim trong họ Apodidae. Chim yến cho tổ ăn được ở Việt Nam có 2 phân loài: chim yến sinh sống ở hang đảo và chim yến sinh sống ở trong nhà. 
Tổ chim yến hàng làm bằng nước bọt gắn treo leo trên các vách đá ngoài đảo hoặc trong nhà yến. 

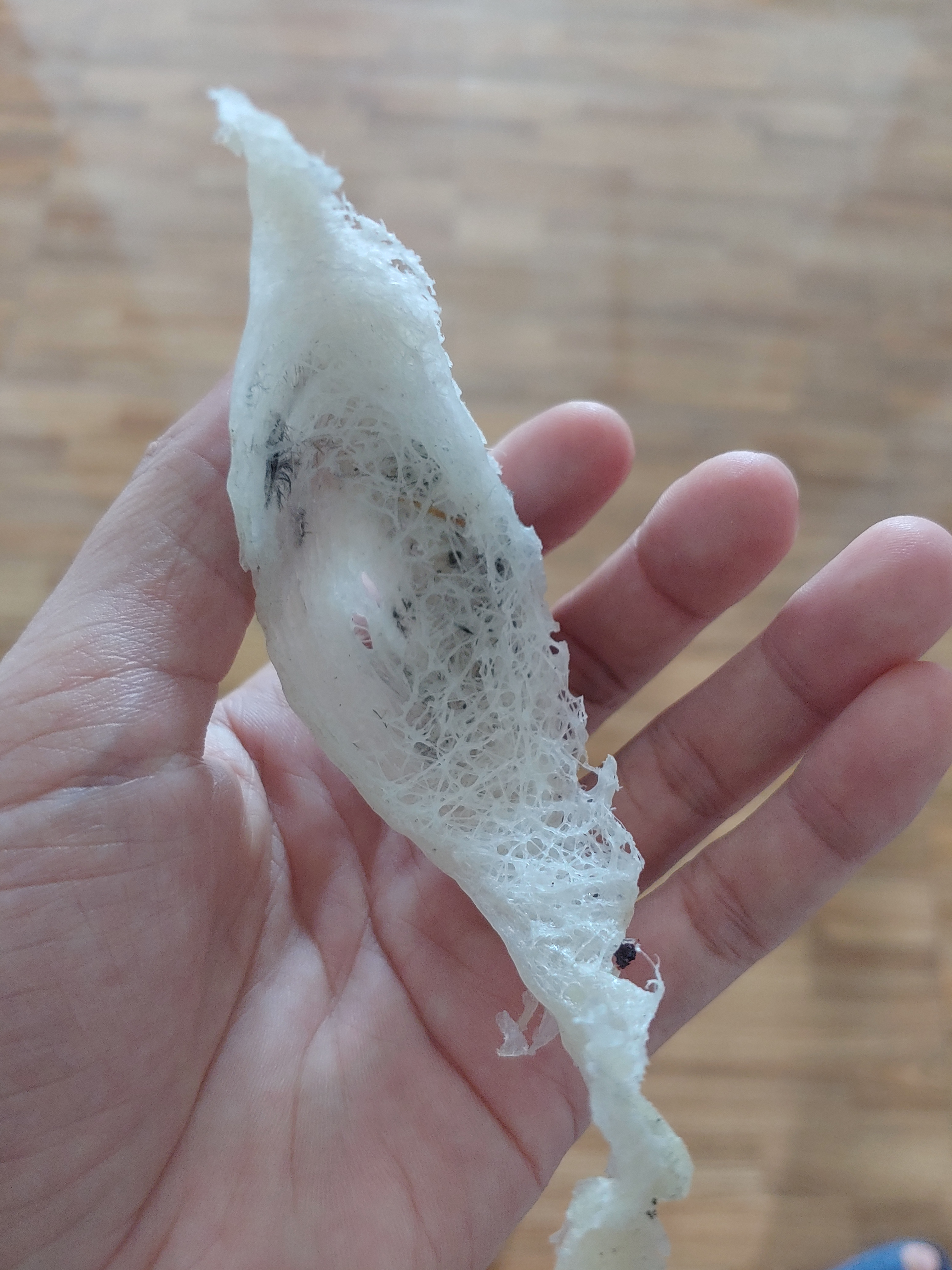
Tổ chim yến hàng ăn được

## Phân loài
- Aerodramus fuciphagus fuciphagus
- Aerodramus fuciphagus inexpectatus
- Aerodramus fuciphagus dammermani
- Aerodramus fuciphagus micans
- Aerodramus fuciphagus vestitus
- Aerodramus fuciphagus perplexus